# Thunder Force 4
Thunder Force 4 (Lightening Force: Quest for the Darkstar) est un jeu vidéo de type shoot 'em up à défilement horizontal réalisé et édité par Technosoft en 1992 sur Mega Drive.

## Synopsis
Se déroulant directement après Thunder Force III, l'Empire ORN serait vaincu par la Fédération Galactique, mais souffre toujours d'attaques de plus en plus fréquentes de la part de forces hostiles. Les forces sont découvertes pour être le "Vios", une armée composée d'alliés et de forces résiduelles de l'ORN. La Fédération Galactique découvre l'emplacement de son quartier général sur la planète Aceria et attaque, mais depuis que le pouvoir de Vios a grandi plus grand que l'Empire ORN précédent, les forces de la Fédération Galactique sont d'abord vaincues. Une fois de plus, ils développent un nouveau vaisseau spatial de chasse petit mais puissant, le Fire LEO-04 "Rynex" pour éliminer Vios. Le joueur contrôle Rynex et traverse dix étapes en combattant les forces de Vios.

## Système de jeu
Thunder Force 4 est un shoot them up classique ; le joueur dirige un vaisseau qui affronte seul des hordes d'ennemis. Il est possible de changer de type d'arme – il y en a 7 au total : Twin Shot, Back Shot, Snake, Free Way, Hunter, Blade et Rail Gun – ou la vitesse de déplacement du vaisseau.
Le jeu compte 10 niveaux ; le joueur peut choisir l'ordre dans lequel il effectue les quatre premiers, les autres étant « fixes ». Outre la présence simultanée de très nombreux sprites et la beauté des graphismes, les nombreux scrollings différentiels simultanés, atteignant sur certains niveaux quatre écrans de haut, ont fait de Thunder Force IV une prouesse technique très impressionnante pour l'époque.

## Équipe de développement
- Programmation : Indick M.S.T., Yotaro, Zako, Chinpui, K.W.D. , Edger, Fake Dwarf Giva, Godzy, Alpha
- Graphismes : Two Socks, K.R.P. , Gaja, Silver Hammer, Ushimatu, Hunter, Booby Master, Tamtam, Guges D., Unbalance, Pei Crash, No Remorse, Shion
- Musique : Funky Suroujin, Omen, Yunker Matai
- Voix : Atuko
- Réalisateur : My Home Papa
- Producteur : Sigotonin

## Mentions
Thunder Force IV fait partie de ces titres qui ont pleinement exploité le MC68000 de la console (gestion de gros sprites, effets de distorsions, jusqu’à 8 plans de profondeur, sans ralentissements, etc), ainsi que le chip sonore YM-2612 pour ses musiques originales et bruitages. La musique du jeu est notamment devenue culte sur Internet, notamment grâce à "Metal Squad", thème musical du huitième niveau s'inspirant du power metal (comme la plupart des thèmes musicaux du jeu).

## Rééditions
- 1996 - Saturn dans la compilation Thunder Force Gold Pack 2.
- 2018 - Nintendo Switch sous le titre  Sega Ages Thunder Force IV.
- 2022 - Mega Drive Mini 2.